# Казарма (Жамбылская область)
Каза́рма (каз. Казарма) — упразднённый разъезд в Жамбылском районе Жамбылской области Казахстана. Входил в состав Кумшагальского сельского округа. В 2011 году включен в состав города Тараз и исключен из учётных данных. 

## История
В 1989 году населённый пункт входил в состав Кумшагалского сельсовета Джамбулского района как — «посёлок Казарма 3498 километра».
Постановлением акимата Жамбылской области от 23 ноября 2011 года № 391 и решением Жамбылского областного маслихата Жамбылской области от 7 декабря 2011 года № 41-9 «Об изменении административного подчинения населенных пунктов и границ аульных округов», — населённый пункт «Казарма» — был передан в административное подчинение акимату города Тараз.

## Население
В 1989 году население разъезда составляло 131 человек (из них казахи — основное население).
В 1999 году население разъезда составляло 374 человека (184 мужчины и 190 женщин). По данным переписи 2009 года, в разъезде проживало 260 человек (133 мужчины и 127 женщин).
| Численность населения | Численность населения | Численность населения |
| 1989                  | 1999                  | 2009                  |
| --------------------- | --------------------- | --------------------- |
| 131                   | ↗374                  | ↘260                  |